# Taddeo Wang Yuesheng
Taddeo Wang Yuesheng (ur. 27 lutego 1966 w Zhumadian) – chiński duchowny katolicki, biskup Zhengzhou od 2024.

## Życiorys
Święcenia kapłańskie otrzymał 17 października 1993. Pracował jako proboszcz w Zhengzhou, a od 2011 kierował parafiami dystryktu Huiji.
25 stycznia 2024 Biuro Prasowe Watykanu opublikowało informację o sakrze biskupiej Wanga, zaznaczając, że 16 grudnia 2023 został on mianowany przez papieża Franciszka biskupem Zhengzhou. Święceń biskupich udzielił mu biskup szanghajski, Joseph Shen Bin.